# Zumwalt, Oregon
Denna artikel handlar om Zumwalt i Oregon. För krigsfartyget, se Zumwalt-klass
Zumwalt är en övergiven ort på Zumwaltprärien i Wallowa County i Oregon i USA.
Orten har sitt namn efter familjen Zumvalt, som var tidiga invånare i trakten. Henry Zumwalt (1854–1919) flyttade dit med sin familj från Williamette Valley i västra Oregon 1901. Zumwalt hade från augusti 1903 ett postkontor med Henry Zumwalts äldsta dotter Josie Zumwalt (1885–1987) som första föreståndare.